# Haworthia glabrata
Haworthia glabrata ist eine Pflanzenart der Gattung Haworthia in der Unterfamilie der Affodillgewächse (Asphodeloideae).

## Beschreibung
Haworthia glabrata wächst stammlos, sprosst und erreicht eine Wuchshöhe von bis zu 12 Zentimetern. Die lanzettlich-dreieckigen, verschmälerten Laubblätter sind ausgebreitet. Ihre Blattspreite ist bis zu 8 Zentimeter lang und 1,5 Zentimeter breit. Die Blattoberfläche ist rau. Auf ihr können sich deutlich erhabene, nicht zusammenfließende Auswüchse befinden.
Der spärlich verzweigte Blütenstand ist locker. Die verkehrt kopfige Blütenröhre ist gebogen und die Perigonblätter sind zurückgerollt. 

## Systematik und Verbreitung
Haworthia glabrata ist in der südafrikanischen Provinz Ostkap verbreitet.
Die Erstbeschreibung als Aloe glabrata durch Joseph zu Salm-Reifferscheidt-Dyck wurde 1834 veröffentlicht. John Gilbert Baker stellte die Art 1880 in die Gattung Haworthia.

## Nachweise